# 広島県道320号浅塚横田線
広島県道320号浅塚横田線（ひろしまけんどう320ごう あさつかよこたせん）は安芸高田市甲田町浅塚と安芸高田市美土里町横田を結ぶ一般県道である。

## 概要
安芸高田市甲田町浅塚から安芸高田市美土里町横田に至る。

### 路線データ
- 起点：安芸高田市甲田町浅塚（広島県道179号下北甲田線交点）
- 終点：安芸高田市美土里町横田（広島県道64号三次美土里線交点）

## 路線状況

### 重複区間
- 広島県道326号原田吉田線（安芸高田市高宮町原田）

## 地理

### 通過する自治体
- 安芸高田市

### 交差する道路
| 交差する道路                         | 交差する場所 | 交差する場所 |
| ------------------------------------ | ------------ | ------------ |
| 広島県道179号下北甲田線              | 甲田町浅塚   | 起点         |
| 広島県道326号原田吉田線 重複区間起点 | 高宮町原田   |              |
| 広島県道326号原田吉田線 重複区間終点 | 高宮町原田   |              |
| 広島県道64号三次美土里線             | 美土里町横田 | 終点         |

### 沿線
- 道の駅北の関宿安芸高田
- E2A 中国自動車道 23 高田IC（終点付近）